# Apolônio Cardoso
Apolônio Cardoso (Campina Grande, 14 de dezembro de 1938 – Campina Grande, 22 de dezembro de 2014) advogado, poeta, repentista. Considerado um dos mais significativos e importantes da poética da região nordeste.

## História
Muito pobre iniciou a vida ainda menino como engraxate. Aprendeu a poesia ouvindo grandes mestres como: José Gonçalves, José Antônio Barbosa e Patativa do Assaré, enquanto lhes engraxa os sapatos. Aos 18 anos mudou-se para Mossoró, em busca de oportunidade como violeiro e repentista. Passou a tocar em bares e na rádio Difusora de Mossoró.
Retornou a Campina Grande para concluir os estudos. Formou-se em 1974, em Direito pela antiga Fundação Universidade Região Nordeste - FURNE, hoje Universidade Estadual da Paraíba – UEPB. Como advogado, tornou-se um tribuno de grande verve, chegando muitas vezes a fazer suas sustentações orais em versos.
Foi vereador e professor de História em importantes colégios em Campina Grande. Bem como, articulista de jornais e apresentador de rádio, tratando do folclore nordestino. Apesar destes inúmeros trabalhos jamais deixou a poesia e o repente.
Criou e organizou o Primeiro Congresso Nacional de Violeiros, realizado em Campina Grande em 1974, no Teatro Municipal Severino Cabral. Este evento e os outros que se seguiram, trouxe visibilidade aos violeiros e repentistas, o que ajudou imensamente ao reconhecimento destes personagens como figuras importantes da cultura popular nordestina.
Apolônio Cardoso, é autor de vário poemas e canções muito conhecidas pelo povo, como Flor do Mocambo e Flor do Cascalho. Essa última, inclusive, foi música tema do filme Romance (2008), do premiado cineasta Guel Arraes e teve direção musical de Caetano Veloso.
Por quase sempre tratar de flores em seus poemas, Apolônio Cardoso é conhecido como o “poeta das flores”.